# IFA L60
Der IFA L60 (Abkürzung für „Ludwigsfelde 60 Dezitonnen“) ist ein Lkw des Industrieverbandes Fahrzeugbau der DDR. Insgesamt 20.289 Fahrzeuge wurden von 1987 bis 1990 gebaut. Die serienmäßigen Lkw kamen aus dem VEB Automobilwerke Ludwigsfelde, Sonderfahrzeuge auch aus anderen Betrieben.

## Konzept
| Jahresproduktion IFA L60 | Jahresproduktion IFA L60 | Jahresproduktion IFA L60 | Jahresproduktion IFA L60 | Jahresproduktion IFA L60 |
| ------------------------ | ------------------------ | ------------------------ | ------------------------ | ------------------------ |
|                          |                          |                          |                          |                          |
| 1987                     | 1987                     |                          | 1734                     | 1734                     |
| 1988                     | 1988                     |                          | 6604                     | 6604                     |
| 1989                     | 1989                     |                          | 8081                     | 8081                     |
| 1990                     | 1990                     |                          | 3870                     | 3870                     |
|                          |                          |                          |                          |                          |

Der IFA L60 war bei seiner Einführung 1987 eine „vorläufige Ergänzung“ des IFA W50. Mittel- und längerfristig war vorgesehen, den W50 schrittweise durch den L60 abzulösen. Dazu kam es nicht mehr, da die Produktion kurz nach der Wende im August 1990 nach gut drei Jahren Bauzeit eingestellt wurde. Im Gegensatz zum W50 ist der L60 heute in Deutschland kaum noch verbreitet. Gründe dafür sind – neben der geringeren Stückzahl – die komplizierter aufgebaute Technik und die schwierigere Ersatzteilbeschaffung.
Bei der Konzeption des L60 als Nachfolger des W50 wurde im Wesentlichen Wert auf ECE-Regelungen, Trends im Nutzfahrzeugbau, Anforderungen des Marktes und auf geringen Kraftstoffverbrauch und Wirtschaftlichkeit gelegt. Insoweit ist der L60, trotz seiner äußeren Ähnlichkeit mit dem W50, in vielen Punkten eine Neuentwicklung. Die größten Schwachpunkte des W50 – geringe Nutzlast und Motorleistung – wurden beim L60 verbessert. So stieg die Leistung des L60 im Vergleich zu den 92 kW des Motors 4 VD 14,5/12-1 SRW im W50 um rund 43 % auf 132 kW durch den Einsatz eines neuentwickelten Sechszylinder-Baukastenmotors. Bei der je nach Modell um gut eine Tonne gesteigerten Nutzlast verbesserte sich das Leistungsgewicht auf 183,82 kg/kW bei einem Gliederzug mit IFA L60 und 12-t-Anhänger. Der Kraftstoffverbrauch liegt im Bereich von 24–26 l/100 km und damit über dem des W50, bezogen auf die transportierte Nutzlast ist er jedoch bei den Allradmodellen um 15 % niedriger. Die vier möglichen Höchstgeschwindigkeiten sind mit 72, 82, 92 und 105 km/h breit gefächert und erlauben vielfältige Einsatzmöglichkeiten. Modelle mit Allradantrieb sind für eine Steigfähigkeit von bis zu 60 % (unbeladen) konzipiert, hinterradgetriebene Modelle für eine von 35 %. Als Gliederzug sind mindestens 18 % Steigfähigkeit für alle Modelle vorgesehen.

## Modelle
Der IFA L60 wurde in mehreren Varianten gebaut. Die Produktion begann 1987 mit den Allradmodellen und 3200 mm Radstand, die Modelle mit Hinterradantrieb wurden 1988 eingeführt. Ebenfalls 1988 eingeführt wurde der lange Radstand von 3860 mm und der Rahmen mit verkürztem Überhang sowie die Niederdruckbereifung. Der Schwerpunkt lag bei der Produktion des IFA L60 in erster Linie auf den Allradmodellen. Anfang 1987 waren folgende Modelle in Produktion bzw. für 1988 geplant:
- 4 × 4

- IFA L60 mit Stahlpritschenaufbau (ab 1987)
- IFA L60 mit Werkstattkofferaufbau (ab 1987)
- IFA L60 mit Stahlkofferaufbau (ab 1987)
- IFA L60 mit Wassertankaufbau (ab 1987)
- IFA L60 mit Kraftstofftankaufbau (ab 1987)
- IFA L60 mit Dreiseitenkipperaufbau (ab 1988)

- 4 × 2

- IFA L60 mit Pritschenaufbau (ab 1988)

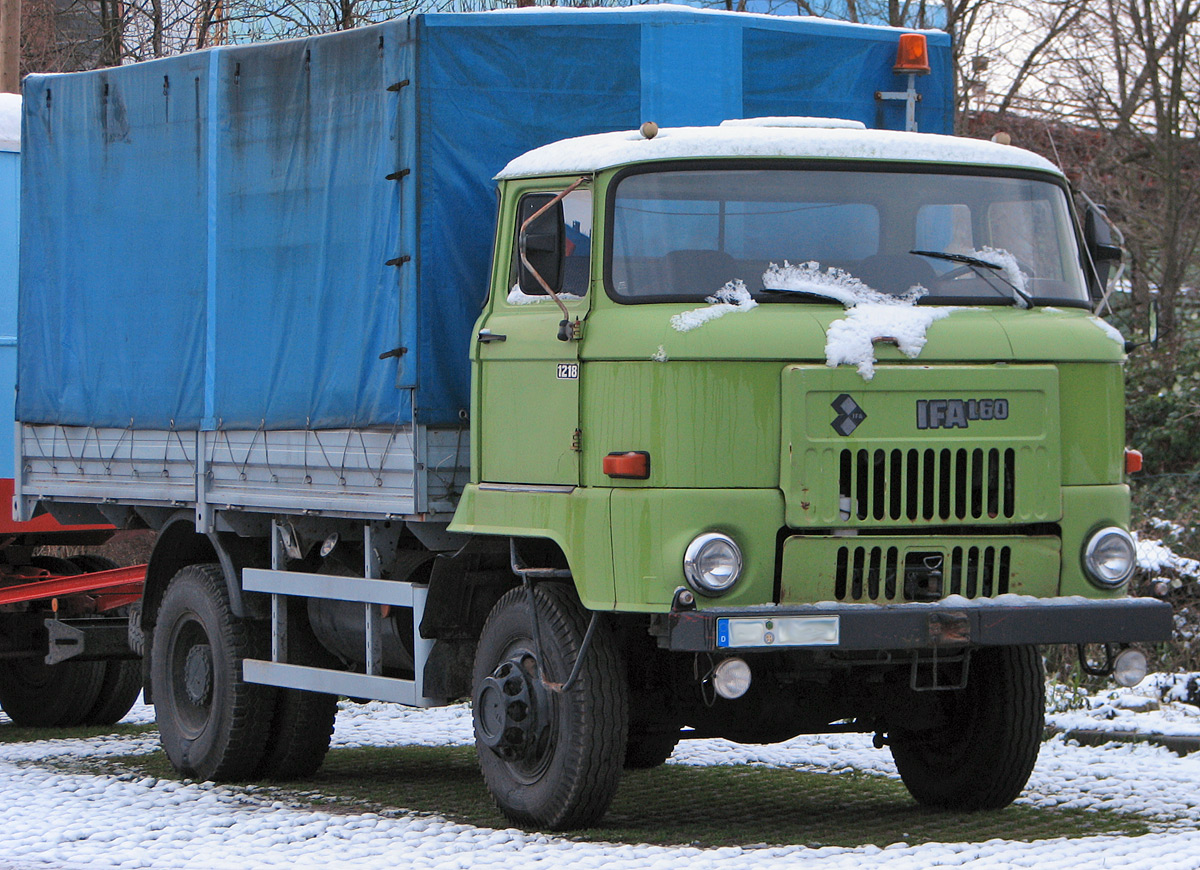
L60 Pritsche/Plane mit dem Radtritt der Standardbereifung
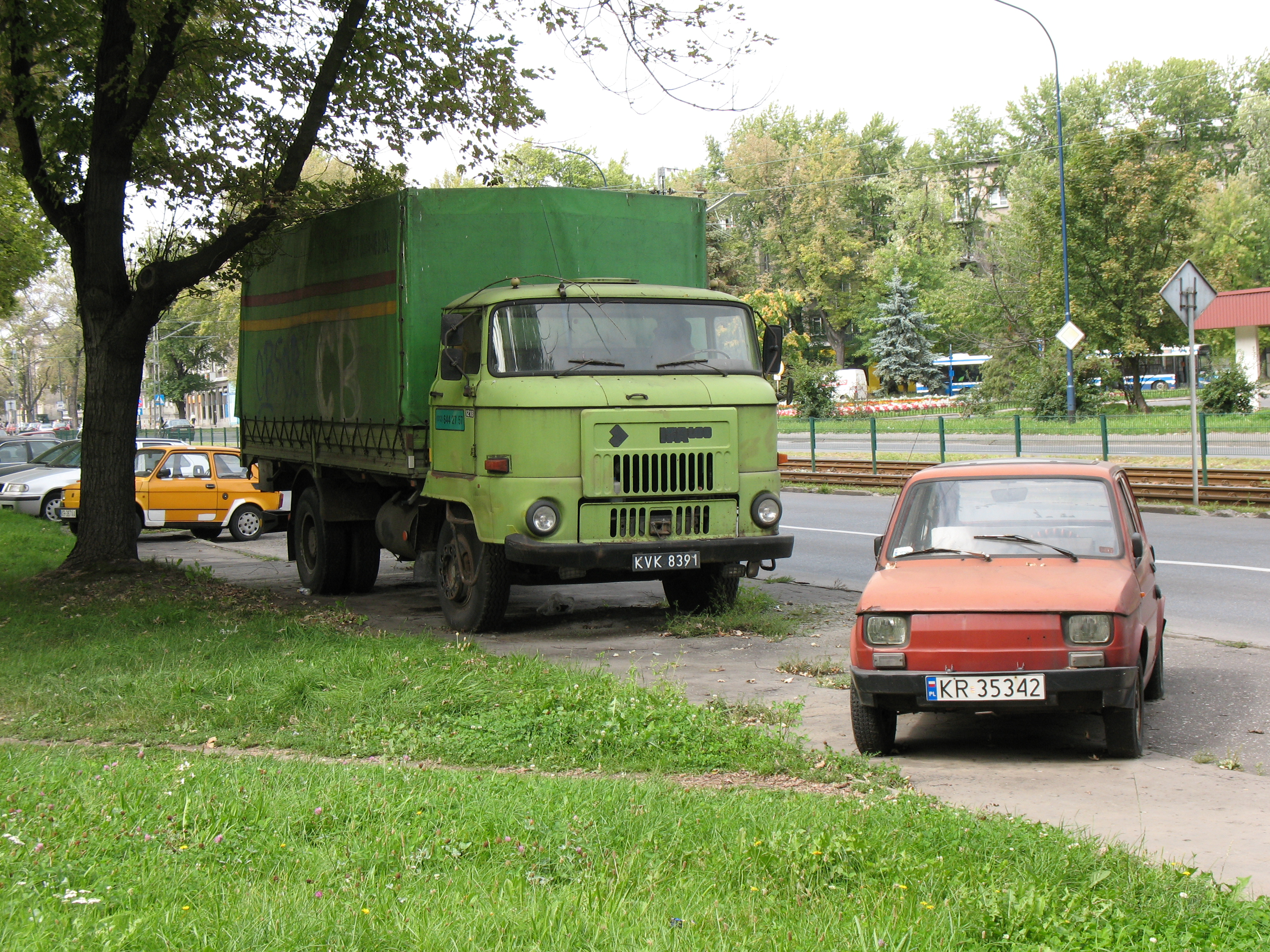
Hinterachsgetriebener L60 mit Pritsche/Plane
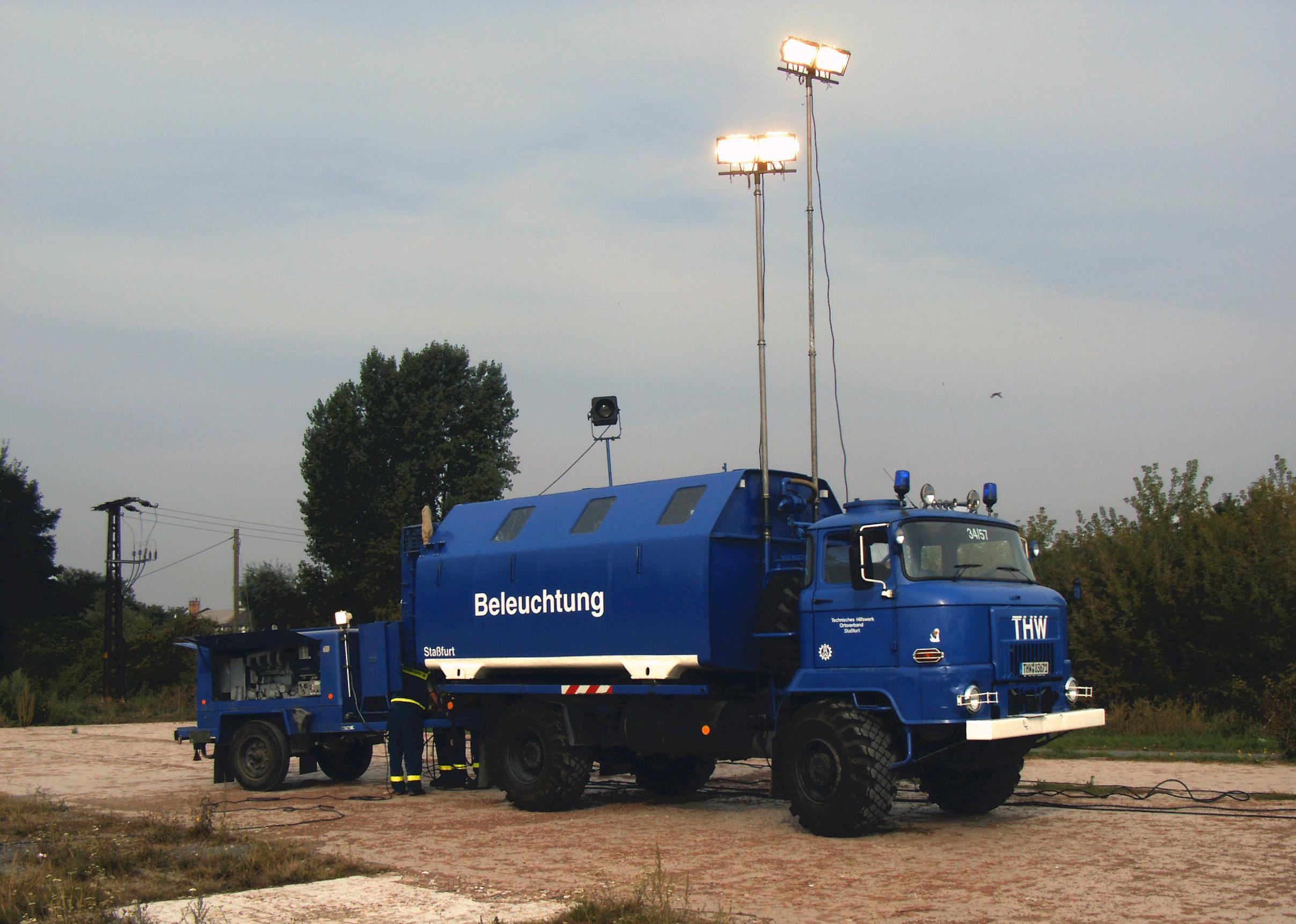
L60 mit Leicht absetzbarem Koffer (LAK) aus NVA-Beständen als THW-Einsatzfahrzeug
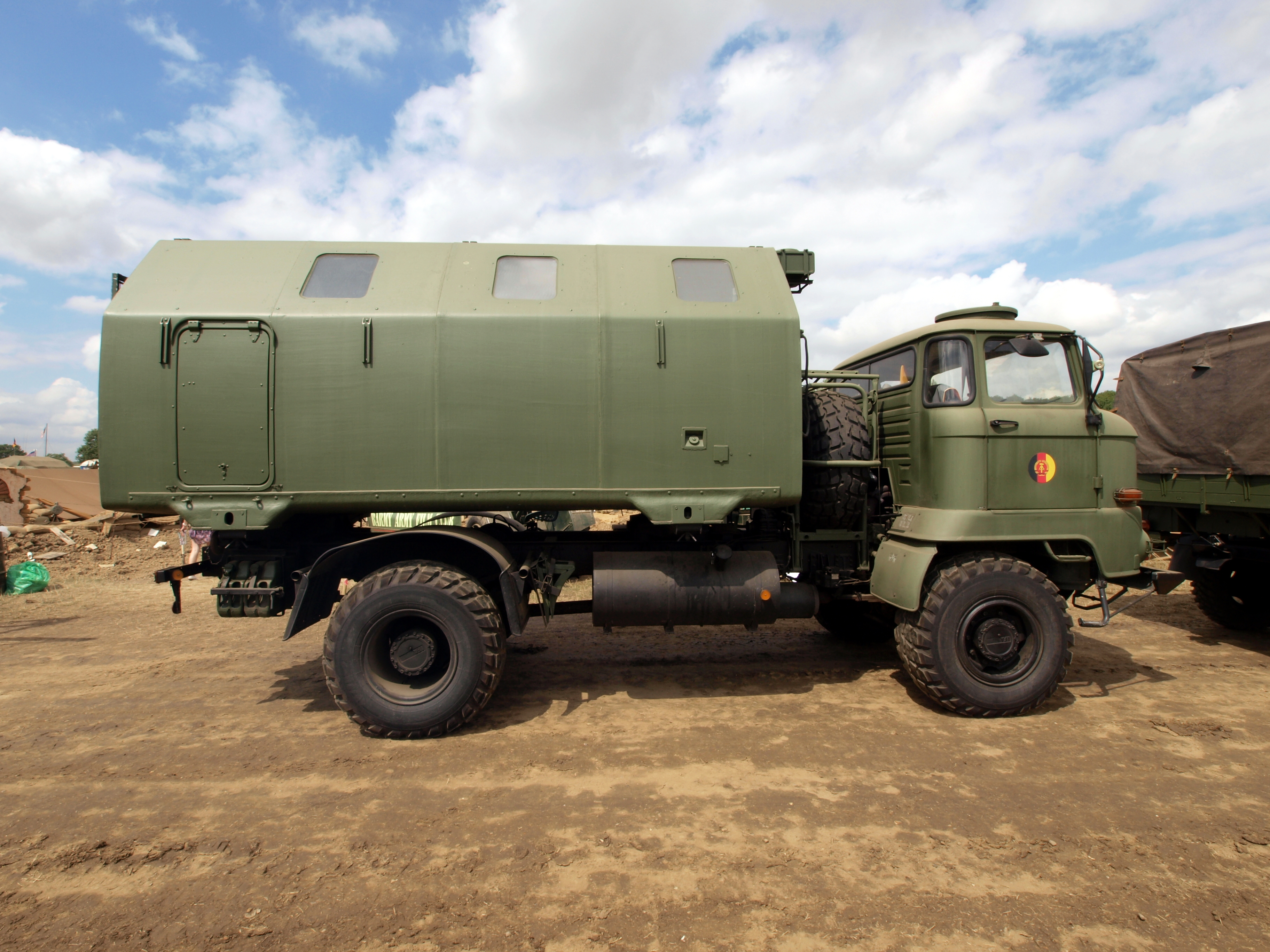
Seitenansicht L60 mit LAK-Kofferaufbau aus dem VEB Karosseriewerke Halle
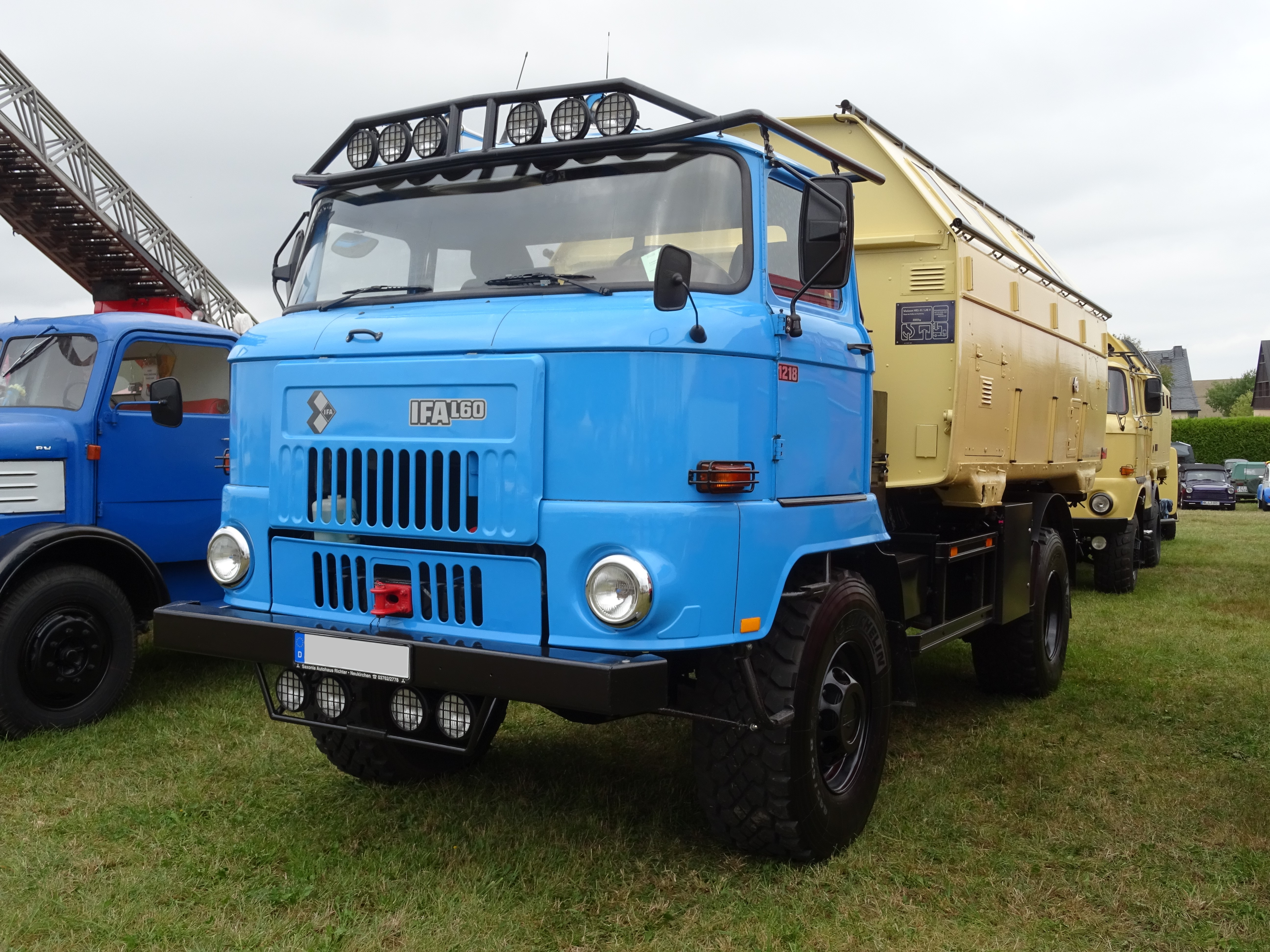
L60 mit LAK-II-Werkstattkoffer
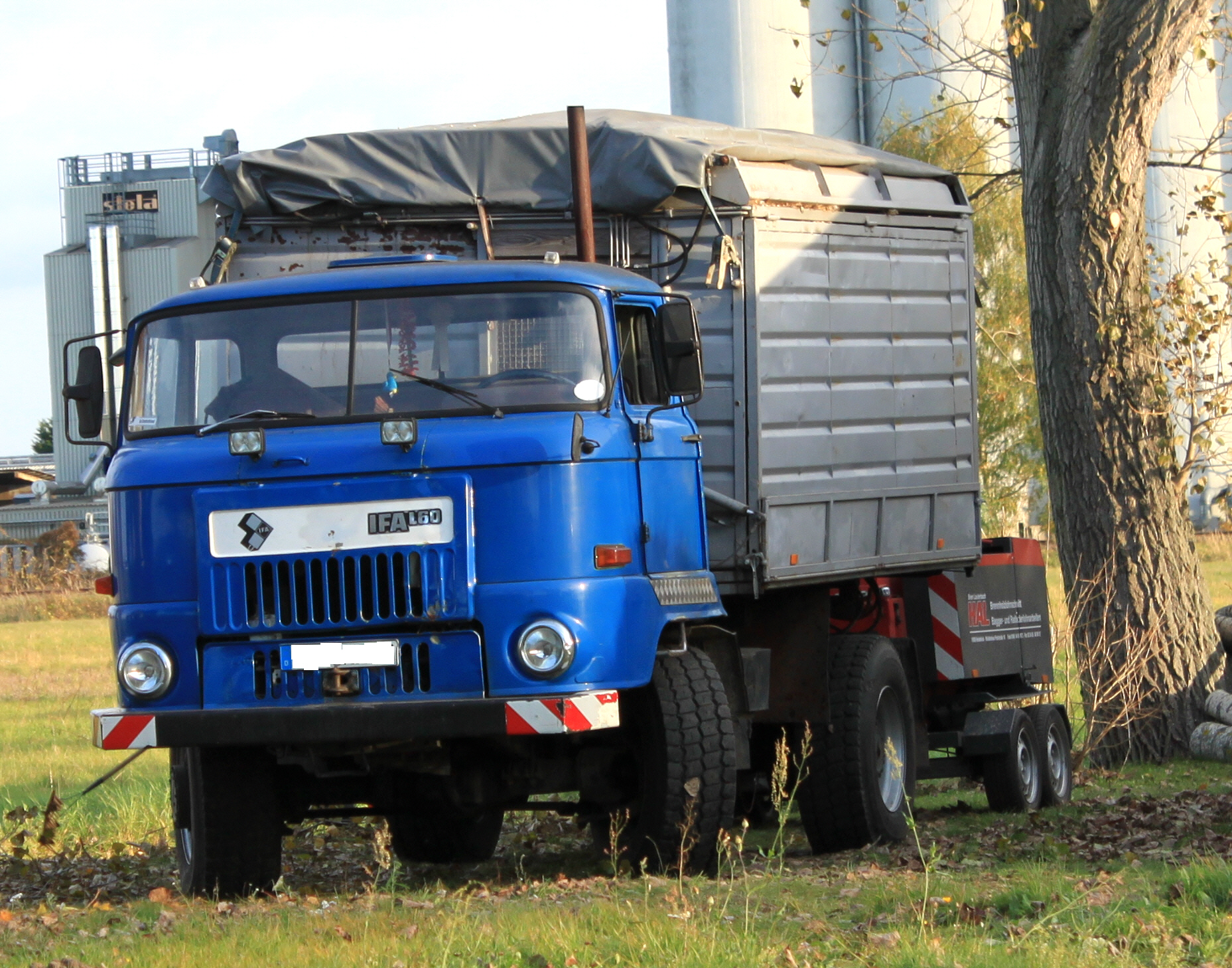
L60 mit Schwerhäckselaufbau
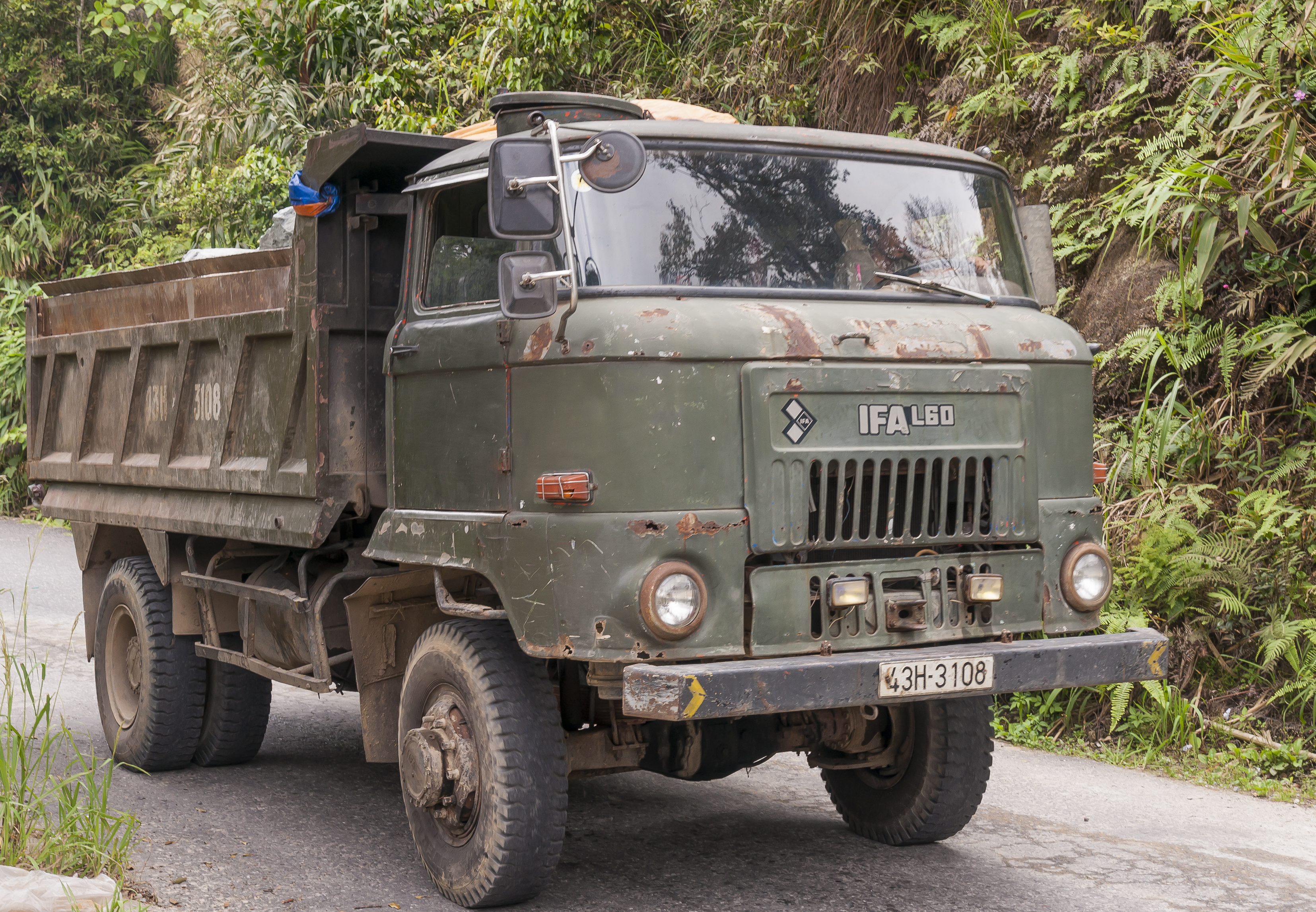
IFA L60 als Kipper
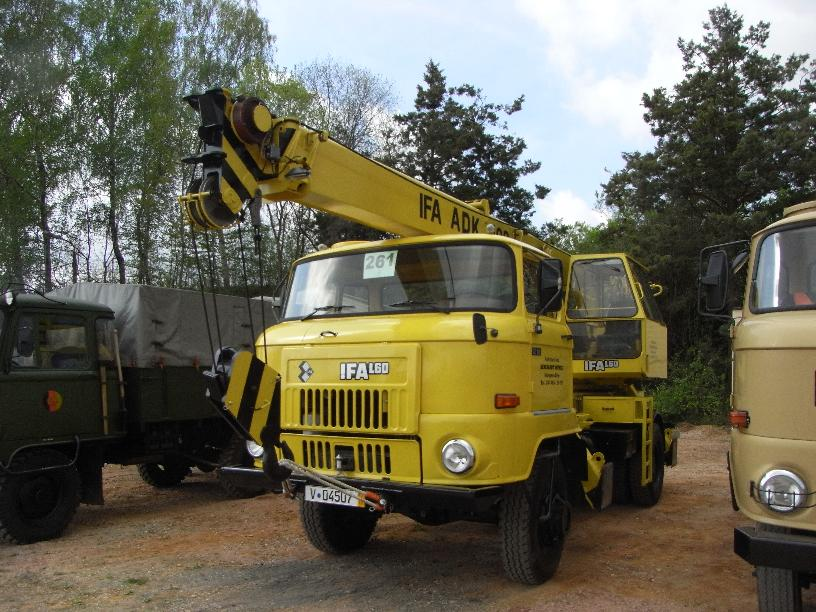
Autodrehkran 100 L60

## Technik

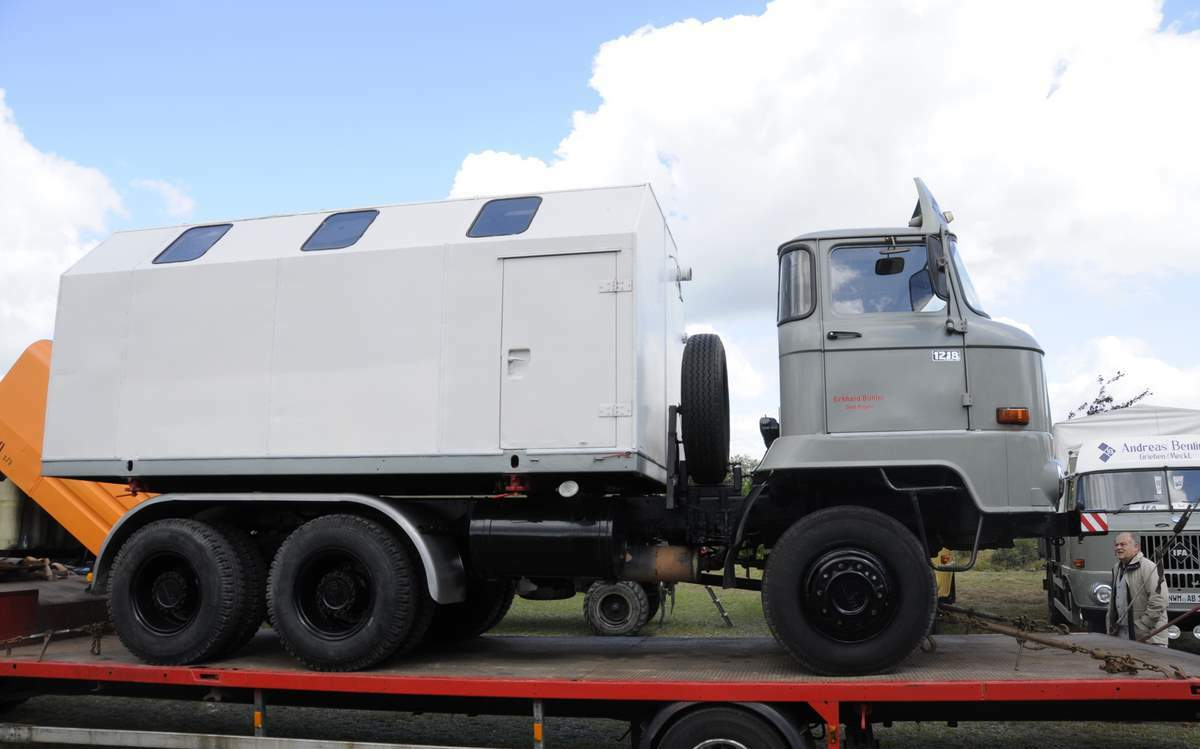
Prototyp des Dreiachsers

### Fahrwerk
Der IFA L60 ist ein zweiachsiger Nutzkraftwagen mit Hinterradantrieb oder permanentem Allradantrieb. Er hat einen Leiterrahmen mit U-förmigen Längsträgern, eingeschraubten und eingenieteten Querträgern, 3200 mm Radstand und einer Tragfähigkeit von rund 7700 kg. Am letzten Querträger ist die Anhängerkupplung angebracht. Der Rahmen ist verwindungsweich konzipiert, um die Geländetauglichkeit des Wagens zu erhöhen, dessen Starrachsen an Blattfedern aufgehängt sind. Die Blattfedern der Vorderachse haben eine Federstützweite von 1570 mm, sie sind in einem Gehänge gelagert. Die Federn der Hinterachse haben ein Gleitende. Beide Achsen sind mit doppeltwirkenden Stoßdämpfern versehen. Der L60 hat mit zehn Radbolzen befestigte Scheibenräder der Größe 7-20, auf die Reifen der Dimension 9,00-20/14 PR aufgezogen sind. Alternativ ist die Niederdruckbereifung 18-20. Die Lenkung arbeitet mit hydraulischer Unterstützung, die aufzubringende Lenkkraft beträgt 80 N.
Vom dreiachsigen Modell wurden zwei Prototypen gebaut, bei denen die zweite Hinterachse nicht angetrieben (6 × 4) ist. Sie gleicht der angetriebenen Hinterachse.

### Kraftübertragung
Vom Motor wird das Drehmoment über eine Einscheibentrockenkupplung mit 380 mm Durchmesser (Typ TF 380) übertragen. Die Kupplungsbetätigung wird mit einem hydraulischen Übertragungszylinder und einem Pneumatikzylinder unterstützt, die aufzuwendende Pedalkraft beträgt 120 N.
Das Getriebe vom VEB Getriebewerk Brandenburg ist ein sperrsynchronisiertes Achtganggetriebe mit zusätzlichem muffengeschalteten Kriechgang und Rückwärtsgang. Es ist im Wesentlichen vom IFA W50 übernommen, hat jedoch andere Übersetzungen und zusätzlich ein angeflanschtes Verteilergetriebe. Das Verteilergetriebe hat eine zweistufige Planetenenschaltgruppe und ein Planetengetriebe für die Drehmomentverteilung im Verhältnis 2 : 1, sodass 66,7 % des Drehmomentes an die Hinterachse und 33,3 % an die Vorderachse übertragen werden. Der Drehmomentlängsausgleich für den permanenten Allradantrieb (Mittendifferenzialgetriebe) kann gesperrt werden. Die Schalthebelkulisse ist eine Doppel-H-Schaltkulisse mit links davon befindlicher Kriech- und Rückwärtsgangkulisse. Zwischen der ersten und zweiten Schaltgruppe wird pneumatisch umgeschaltet. Konstruktionsbedingt wies dieses Getriebe insbesondere durch Bedienungsfehler häufig Schäden auf und war Ursache für viele Werkstattaufenthalte.
Die Achsen sind neu entwickelte Planetengetriebeachsen mit Gehäusen aus Kugelgraphitguss. Diese Bauart erlaubt die Konstruktion des Achsdifferenzialgetriebes ohne Hypoidantrieb, was die Baugröße der Differenzialgetriebeglocke verringert und damit die Bodenfreiheit erhöht. Das Sonnenrad des Planetengetriebes ist selbstzentrierend, die fünf Planetenräder sind nadelgelagert, um sie herum befindet sich das Hohlrad. Von den Differenzialgetrieben wird das Drehmoment bei der Hinterachse über Achswellen auf die Planetengetriebe übertragen, bei der Vorderachse über Doppelgelenkwellen. Die Differenziale an Vorder- und Hinterachse sind pneumatisch sperrbar. Insgesamt wurden für den IFA L60 vier verschiedene Planetengetriebeübersetzungen angeboten, mit denen die Höchstgeschwindigkeitsbereiche von 72, 82, 92 und 105 km/h abgedeckt werden. Für die Allradmodelle waren nur die Übersetzungen mit 82 und 92 km/h Höchstgeschwindigkeit verfügbar.

### Motor
Der Motor ist der IFA 6 VD 13,5/12 SRF, ein freisaugender Reihensechszylinder-Viertakt-Dieselmotor mit Direkteinspritzung und Flüssigkeitskühlung. Während die Motoren des IFA W50 (Typ 4 VD 14,5/12-1 SRW) nach dem vom MAN-Konzern lizenzierten Verbrennungsverfahren mit Mittenkugelbrennraum arbeiten, sind die Brennräume beim 6 VD 13,5/12 SRF hyperboloidförmig. Der Hubraum beträgt 9160 cm³, die Nennleistung ist 132 kW bei 2300 min−1. Bei 1400 min−1 wird das Minimum des spezifischen Kraftstoffverbrauchs von 212 g/kWh erreicht. Für die Druckumlaufschmierung wird Mehrbereichsöl SAE 15 W 40 verwendet, das in der DDR unter der Handelsbezeichnung MD 1544 bekannt war; ein saisonbedingter Ölwechsel ist nicht nötig. Der Motor ist bei Temperaturen bis hinab zu −15 °C kaltstartfähig. Die Maschine hat Einzelzylinderköpfe, die Lufteinlasskanäle wurden auf Luftdrall, die Auslasskanäle auf Luftdurchsatz hin optimiert. Die Kolben sind aus Kugelgraphitguss hergestellt. Dieses Material zeichnet sich durch geringe Wärmeleitfähigkeit und geringe Ausdehnung aus. Der Motor hat einen Trockenluftfilter.

### Bremsanlage
Die Bremsanlage ist eine pneumatisch angesteuerte und hydraulisch betätigte Zweikreisbremsanlage (Bremsservo) mit getrennten Kreisen für Vorder- und Hinterachse sowie Anhängerbremsanschluss. Sie hat eine Vollverzögerung von 6–7 m/s2 und eine Streckfunktion für die Bremsung eines Gliederzuges. Die maximale Bremspedalbetätigungskraft ist mit 0,55 kN angegeben. Die Bremsen sind Simplexbremsen mit asbestfreien Bremsbelägen und sich selbst nachstellenden Bremsbacken. Die Bremse des Anhängers wird pneumatisch über eine Zweileitungsanlage mit getrennter Brems- und Vorratsleitung angesteuert. Die für das Bremsen benötigte Druckluft gelangt vom Kompressor über den Druckregler zu zwei Vorratsbehältern mit einem Volumen von je 20 dm3. Der Druck beträgt 1,2 MPa. Den Druckluftbehältern nachgeschaltet ist ein Dreikreisschutzventil, das den Druck auf 0,75 MPa reduziert. Diesem Ventil nachgeschaltet sind Mehrkreisschutzventile, von denen die Luft zu den Verstärkerzylindern der Bremskreisläufe gelangt; von den Verstärkerzylindern wird die Kraft auf die Einkreishauptzylinder und von dort weiter auf die Radbremszylinder übertragen. Die Handbremse ist eine pneumatisch angesteuerte Federspeicherbremse mit zwei Federspeicherzylindern, die auf die Hinterräder wirkt. Bei Betätigung der Handbremse wird auch die Anhängerbremse mitangezogen.

### Fahrerhaus
Das Fahrerhaus des L60 ist eine Weiterentwicklung des W50-Fahrerhauses. Anders als das Fahrerhaus des W50 ist es jedoch um 50° hydraulisch nach vorn kippbar, um die Wartung von Motor und Getriebe zu vereinfachen. Wie auch das W50-Fahrerhaus gibt es das L60-Fahrerhaus als Zwei- und Viertürer. Die an der Bodengruppe angeschweißte Motorhaube ist mit Dämmmatten ausgekleidet, der Fußboden des Fahrerhauses mit Zweischichtfußbodenmatten. Der Schallpegel in der Kabine beträgt bei einer Motordrehzahl von etwa 2300 min−1 im zweithöchsten Gang 80 dB (AF). Durch die niedrige Lage des Motors gibt es einen dritten Sitz in der vorderen Mitte der Kabine. Der Fahrersitz ist ein gefederter, hydraulisch gedämpfter und höhenverstellbarer Schwingsitz. Fahrer- und Beifahrersitz sind mit Dreipunktsicherheitsgurten ausgestattet, der Mittelsitz mit Beckengurt. Die Instrumententafel wurde komplett neu gestaltet, unter anderem neu ist ein Drehzahlmesser mit farbig gekennzeichneten Anzeigebereichen. Schalter, Kontrollleuchten und Anzeigegeräte wurden zusammengefasst. Blinker, Fernlicht, Abblendlicht, Hupe und Intervallscheibenwischer werden mit einem neugestalteten Lenksäulenhebel betätigt. Die Heizung wurde modifiziert und ist nun mittig in der Vorderwand platziert. Für die Wartung der Elektrik gibt es weiterhin eine Wartungsklappe.

## Technische Daten
| Kenngrößen                       | IFA L60 1218 4 × 4 |
| Motor                            | Motor |
| -------------------------------- | --- |
| Bezeichnung                      | 6 VD 13,5/12 SRF |
| Typ                              | Reihensechszylinderviertaktdieselmotor mit Direkteinspritzung                                                                                   |
| Schmierung                       | Druckumlauf |
| Kühlung                          | Flüssigkeitskühlung |
| Bohrung × Hub                    | 120 × 135 mm |
| Hubraum                          | 9160 cm³ |
| Nennleistung                     | 132 kW bei 2300 min−1 |
| Maximales Drehmoment             | 634 N·m bei 1250 min−1 |
| Kraftübertragung                 | |
| Kraftübertragung auf             | Alle Räder |
| Kupplung                         | Einscheibentrockenkupplung, 380 mm Durchmesser                                                                                                  |
| Getriebe                         | Allradgetriebe WF66K1S8 mit Verteilergruppe |
| Getriebeübersetzungen            | Kriechgang: 10,97 1. Gang: 5,77 2. Gang: 4,13 3. Gang: 3,00 4. Gang: 2,33 5. Gang: 1,92 6. Gang: 1,38 7. Gang: 1,00 8. Gang: 0,79 R-Gang: 9,99  |
| mögliche Achsübersetzungen       | 6,92 6,04 5,33 4,74 |
| Bereifung                        | 9,00-20 PA/14 PR |
| Elektrische Anlage               | |
| Bordspannung                     | 24 V |
| Batterie                         | 2 × Bleisäureakkumulator, 125 Ah |
| Lichtmaschine                    | Drehstromlichtmaschine, 0,84 kW |
| Anlasser                         | Schubankeranlasser, 5,5 kW |
| Scheinwerfer                     | H4-Scheinwerfer |
| Abmessungen und sonstige Angaben | |
| Länge                            | 6640 mm |
| Breite                           | 2500 mm |
| Höhe                             | 2830 mm |
| Radstand                         | 3200 mm |
| Spurweite vorn                   | 1900 mm |
| Spurweite hinten                 | 1770 mm |
| Maximal zulässige Gesamtmasse    | 12.300 kg |
| Nutzlast                         | 6200 kg |
| Maximal zulässige Anhängelast    | 12.000 kg |
| Achstragfähigkeit vorn           | 4500 kg |
| Achstragfähigkeit hinten         | 8000 kg |
| Wendekreisdurchmesser            | 14,8 m |
| Höchstgeschwindigkeit            | 105 km/h (mit Achsübersetzung 4,74) 092 km/h (mit Achsübersetzung 5,33) 082 km/h (mit Achsübersetzung 6,04) 072 km/h (mit Achsübersetzung 6,92) |
| Maximale Steigfähigkeit          | 50 % (beladen) 60 % (leer) |
| Kraftstoffverbrauch              | 24–26 l/100 km |
| Innengeräusch                    | 80 dB (AF) |
| Außengeräusch                    | 86 dB (AF) |
| Leistungsgewicht                 | 094,83 kg/kW (solo) 183,82 kg/kW (Gliederzug mit 12 t-Anhänger)                                                                                 |